# Los Leones (métro de Santiago)
Los Leones est une station de combinaison entre les lignes 1 et 6 du métro de Santiago, dans la commune de Providencia, au Chili.

## Histoire
La station est ouverte depuis 1980. Le nom fait référence à la "Avenida Los Leones" situé un peu plus loin à l'est. Cette rue est nommée en mémoire de la ferme "Los Leones" appartenant à l'ancien maire de Providencia, Ricardo Lyon. Cette ferme a été nommée d'après un lion statues installées dans l'entrée de la ferme et actuellement situé à l'intersection de l'avenue du même nom et de l'avenue Nueva Providencia.
Ces statues antiques ont été donnés par Arturo Lyon, étant des répliques dans les lions de bronze qui ornaient l'entrée de sa maison comme un emblème de la famille et blason de son nom. Il y avait un mythe urbain qui ont été portées de Lima dans le cadre du butin obtenus après la guerre du Pacifique. Signes utilisés dans le début ont fait référence à ces statues, bien qu'idéalisée.